# Parastrangalis insignis
Parastrangalis insignis är en skalbaggsart som beskrevs av Holzschuh 1998. Parastrangalis insignis ingår i släktet Parastrangalis och familjen långhorningar. Inga underarter finns listade i Catalogue of Life.